# Найвашко споразумение
Пълното споразумение за мир, известно повече като Найвашкото споразумение, е съвкупност от споразумения, финализирани през януари 2005 година от Суданското освободително движение и правителството на Судан. Целта на ПСМ е да прекрати Втората гражданска война в Судан, да укрепи демократичното управление в цялата страна и да узакони подялбата на нефтените приходи. Освен това то задава и времевата рамка, в която в Южен Судан трябва да се проведе референдум за независимостта му.
Мирният процес е подкрепен от Междуправителствената организация за развитие (ИГАД), както и от партниращите ѝ държави.

## Компоненти
Процесът води до следните няколко споразумения (или протокола).
- Протокол Мачакос (или Глава I), подписан в Мачакос, Кения, на 20 юли 2002 г. Споразумение за общите принципи за държавно управление.
- Протокол за подялба на властта (или Глава II), подписан в Найваша, Кения, на 26 май 2004 година.
- Споразумение за подялба на богатството (или Глава III), подписано в Найваша, Кения, на 7 януари 2004 г.
- Протокол за разрешаване на конфликта в областта на Абией (или Глава IV), подписан в Найваша, Кения, на 26 май 2004 г.
- Протокол за разрешаване на конфликта в провинциите Южен Курдуфан и Бели Нил (или Глава V), подписан в Найваша, Кения, на 26 май 2004 г.
- Споразумение за уредбите по сигурността (или Глава VI), подписано в Найваша, Кения, на 25 септември 2003 г.
- Модалности по осъществяването на постоянното примирие и уредбите по сигурността, и апендикси (или Приложение I), подписани в Найваша, Кения, на 30 октомври 2004 г.
- Матрица за модалностите по осъществяване и глобалното осъществяване, и апендикси (или Приложение II), подписана в Найваша, Кения, на 31 декември 2004 г.

Последното и пълно споразумение за мир е подписано на 9 януари 2005 г. и отбелязва началото на дейностите по осъществяването му.

## Оттегляне на Южен Судан
На 11 октомври 2007 година СОД обвинява централното правителство в нарушаване на договореностите от Найвашкото споразумение и се оттегля от Правителството на националното обединение. СОД твърди, че правителството, в което доминира партията Национален конгрес, не е изтеглило своите 15 000 войника от южните нефтени полета и не е изпълнило Протокола за Абией. СОД твърди, че няма да влезе отново във военни действия. Някои анализатори са на мнение, че споразумението се подрива от известно време, главно заради международното внимание към конфликта в съседен Дарфур.
На 13 декември 2007 г. СОД обявява, че ще се присъедини отново към правителството, след като е сключено още едно споразумение. То гласи, че седалището на правителството ще се определя на ротационен принцип – то ще се измества от Хартум в Джуба и обратно на всеки 3 мес. Друга точка от това споразумение е намирането на средства за провеждане на преброяване (важно за бъдещия референдум) и времева рамка за изтеглянето на войниците по границата.
Войската на Северен Судан най-накрая напуска Южен Судан на 8 януари 2008 г.
|  | Тази страница частично или изцяло представлява превод на страницата Comprehensive Peacy Treaty в Уикипедия на английски. Оригиналният текст, както и този превод, са защитени от Лиценза „Криейтив Комънс – Признание – Споделяне на споделеното“, а за съдържание, създадено преди юни 2009 година – от Лиценза за свободна документация на ГНУ. Прегледайте историята на редакциите на оригиналната страница, както и на преводната страница, за да видите списъка на съавторите. ВАЖНО: Този шаблон се отнася единствено до авторските права върху съдържанието на статията. Добавянето му не отменя изискването да се посочват конкретни източници на твърденията, които да бъдат благонадеждни. |